# Lăureni
Lăureni est un petit village de la commune de Miercurea Nirajului dans le județ de Mureș, en Transylvanie, Roumanie.